# Ventilago laotica
Ventilago laotica är en brakvedsväxtart som först beskrevs av Tardieu, och fick sitt nu gällande namn av J.F. Maxwell. Ventilago laotica ingår i släktet Ventilago och familjen brakvedsväxter. Inga underarter finns listade i Catalogue of Life.